# Gabriel Constantino
Gabriel Oliveira Constantino (né le 9 février 1995) est un athlète brésilien, spécialiste du 110 m haies.

## Carrière
Son record est de 13 s 50, obtenu à São Bernardo do Campo en 2016.
Le 4 mars 2018, il termine 6e de la finale du 60 m haies des championnats du monde en salle de Birmingham en 7 s 71. Pour se qualifier pour la finale, il bat le record national et d'Amérique du Sud en 7 s 60.
Le 19 juin 2018, il termine 2e du Meeting de Montreuil derrière le champion du monde 2015 Sergueï Choubenkov (12 s 99, meilleure performance mondiale de l'année) en améliorant le record d'Amérique du Sud de la discipline en 13 s 23 (+ 0,5 m/s), détenu depuis 2011 par le Colombien Paulo Villar en 13 s 27.
Le 13 avril 2019, il court en 13 s 38 (+1.5) à La Jolla. Il remporte la médaille d’or lors des Championnats d'Amérique du Sud 2019 à Lima. Le 9 juillet, à Székesfehérvár, il porte son record d'Amérique du Sud à 13 s 18, puis confirme quelques jours plus tard en décrochant la médaille d'or de l'Universiade d'été de Naples en 13 s 22, devant Wilhem Belocian (13 s 30).
Il perd ses records d'Amérique du Sud du 60 m haies et 110 m haies en 2022 au profit de son compatriote Rafael Pereira.

## Palmarès
| Date | Compétition                            | Lieu       | Résultat | Épreuve     | Temps   |
| ---- | -------------------------------------- | ---------- | -------- | ----------- | ------- |
| 2016 | Championnats d'Amérique du Sud espoirs | Lima       | 3e       | 200 m       | 21 s 42 |
| 2016 | Championnats d'Amérique du Sud espoirs | Lima       | 1er      | 110 m haies | 14 s 10 |
| 2016 | Championnats d'Amérique du Sud espoirs | Lima       | 1er      | 4 x 100 m   | 39 s 86 |
| 2017 | Universiade                            | Taipei     | finale   | 110 m haies | DQ      |
| 2018 | Championnats du monde en salle         | Birmingham | 6e       | 60 m haies  | 7 s 71  |
| 2019 | Championnats d'Amérique du Sud         | Lima       | 1er      | 110 m haies | 13 s 54 |
| 2019 | Championnats d'Amérique du Sud         | Lima       | 2e       | 4 x 100 m   | 39 s 91 |
| 2019 | Universiade                            | Naples     | 1er      | 110 m haies | 13 s 22 |
| 2019 | Jeux panaméricains                     | Lima       | finale   | 110 m haies | DNF     |

## Records
| Épreuve     | Temps   | Lieu               | Date            |
| ----------- | ------- | ------------------ | --------------- |
| 60 m haies  | 7 s 60  | Sao Caetano do Sul | 17 janvier 2018 |
| 110 m haies | 13 s 18 | Székesfehérvár     | 9 juillet 2019  |